# Vorona (gmina w okręgu Botoszany)
Vorona – gmina w Rumunii, w okręgu Botoszany. Obejmuje miejscowości Icușeni, Joldești, Poiana, Vorona, Vorona Mare i Vorona-Teodoru. W 2011 roku liczyła 7492 mieszkańców.